# North Lake
North Lake es un lugar designado por el censo ubicado en el condado de Waukesha en el estado estadounidense de Wisconsin. En el Censo de 2020 tenía una población de 247 habitantes y una densidad poblacional de 352,85 habitantes por km². Fue incluido como CDP en el censo de 2020.

## Geografía
North Lake se encuentra ubicado en las coordenadas 43°09′22″N 88°22′14″O / 43.15611, -88.37056. Según la Oficina del Censo de los Estados Unidos, tiene una superficie total de 0,70 km², de la cual 0,61km² corresponden a tierra firme y 0,09 km² es agua.